# 輪島功一
輪島 功一（わじま こういち、1943年4月21日 - ）は、日本の元プロボクサー。元WBA・WBC世界スーパーウェルター級王者。元リングマガジン世界スーパーウェルター級王座。
現在はタレント、輪島功一スポーツジム名誉会長。団子屋の経営も行っていた。樺太豊原市(現・ユジノサハリンスク)出身、北海道士別市育ち。血液型はB型。
世界スーパーウェルター級王座を3度獲得（1度目と2度目はWBA・WBC統一王座で、日本人初の公式な（WBA・WBC分立後）統一世界王者でもある。3度目はWBAのみ）。"炎の男"の異名を持ち、"かえる跳び"等で知られる変則右ボクサーであった。具志堅用高、ガッツ石松、輪島の三人でボクシング界の重鎮として共演することが多い。
妻は現在ジムのマネージャーを務めている。元プロボクサーで現在はジム会長の輪島大千は次男、元ジャニーズJr.の輪島大生は孫（長男の息子）、元プロボクサーで現在はジムのトレーナーである磯谷和広は娘婿（長女の夫）、所属プロボクサーの磯谷大心と磯谷広太は孫（長女の息子）にあたる。

## 来歴
輪島の生まれ故郷の樺太が3歳の時（1946年）ソ連に占拠され、北海道に移住した。士別開拓作業に輪島の両親は苦労した。過酷な労働を強いられるも暮らしは楽にならず、幼少期は日々の食事にも困るばかりか冬になると自宅でも凍死の危険性に晒されながら夜を過ごしたという。一時期久遠村（のちの大成町、現在は合併によりせたな町）に養子に出された。
養父母に養われていた中学時代は夕方から明け方までイカ釣り漁の仕事（本人曰く、アルバイトではなく家族で生計を立てるためのもの）もした。大人たちは明け方から寝るが、輪島は学校へ行く時間。寝る時間は授業中しかない生活（本人談）が続く。
放課後、漁に出るまでの時間、友達と野球をして楽しむ。その当時から輪島は超人的なスタミナや並外れたど根性が培われた。
いつもはケンカなどはしない輪島だったが、友達をいじめたり暴れたりする上級生がいれば「許さん!」と立ち上がり、1対1でバスケットボールのゾーンで殴りあい、相手を負かして「正義の味方」と呼ばれた。決して乱暴者や不良ではなく、腕白だが友達思いの優しい少年であった。
のちに所属する三迫ボクシングジムの会長・三迫仁志は「輪島のすごいところは苦労人に在りがちな暗い表情が全く無く底抜けに明るくてひょうきんなところだ。たくさんの友人がいて、みんなが楽しそうにしてるのを見たら輪島の人柄がわかるでしょう」と輪島を評している。
漁では船酔いがひどく（体力は充分だったが三半規管が人より敏感で、6年もの間船酔いには慣れなかったという）士別高校を中退し上京。トラックの運転手などいくつかの仕事を経たのち、住み込みの土木作業員として働いていた。輪島本人が後年語ったところによれば、当時は若く体力が有り余っており、一日中過酷な肉体労働をしても疲労を感じないことに奇妙なストレスを感じていたという。そしてある日、作業現場からの帰り道にあったことから頻繁に練習風景を眺めていた三迫ボクシングジムに入門。この時のことを輪島は「一所懸命稼いだ金を、酒や博打のような下らないことに使いたくなかった。道場に通えば、疲れてくたくたになるまで思う存分ボクシングに没頭できる。毎日見ていて面白そうだったし、丁度いいじゃないかと思った」と述懐している。
その後も輪島はジム通いを続け、半年後にはプロライセンスを取得するまでに腕を上げる。そしてボクシングを始めて約1年後にあたる1968年6月15日、プロボクサーとしては当時極めて遅い25歳でデビューしその後7連続KO勝ちを収めた。試合のオファーはかませ犬役として多く、二つ返事で試合を受けたため、試合間隔が3週間弱の時もあった。
翌1969年には全日本ウェルター級新人王となった。なおこの時期輪島は勤務していた建設会社の社長からボクシングでの活躍を認められ、正社員に昇格。社員として身分を保証すると共に、プロボクサー活動に専念することを許された。
1969年9月4日、日本スーパーウェルター級王座獲得。10月には12戦全勝 (11KO) の勢いに乗って2階級下の世界王者ペドロ・アディグとノンタイトルマッチで対戦したが初回KOで敗れ、東京慈恵会医科大学附属病院に運び込まれた。輪島陣営はスーパーウェルター級で世界王者になるのは難しいと考え、アディグに勝てばスーパーライト級で世界王座に挑戦させようとしていたため、輪島は厳しい減量をして臨んでいた。アディグ戦から4か月後、輪島は日本王座をジョージ・カーターに奪われるが、2か月後の再戦で王座に復帰した。
1971年10月31日、東京・両国の日大講堂で世界初挑戦。WBA・WBC世界スーパーウェルター級王者カルメロ・ボッシ（イタリア）に挑む。素早いダッキングで相手の視界から消え、次の瞬間跳ね上がるようにしながらパンチを繰り出す「かえる跳び」で一躍有名になる。試合は15回判定勝ちを収め、世界王座を獲得した。この頃から三迫会長の実兄の長男将弘が輪島の付け人やスパーリングパートナーを務めていた。しかし、当の試合は郡司信夫に「あんなのはボクシングではない」と酷評されてしまった。
翌1972年5月7日、福岡スポーツセンターでの初防衛戦ではドメニコ・チベリア（イタリア）に開始1分49秒でKO勝ち、その後はマット・ドノバン（トリニダード・トバゴ）、龍反町（野口ボクシングジム）、地元・北海道でシルバノ・ベルチニ（イタリア）を退け、また2度に亘ってミゲル・デ・オリベイラ（ブラジル）から王座を防衛し、世界王座通算6度の防衛に成功。
1974年6月4日、7度目の防衛戦でオスカー・"ショットガン"・アルバラード（アメリカ合衆国）と対戦し、最終15回KO負けを喫し、王座から陥落した。この試合で輪島が負ったダメージは大きく、試合後病院に直行しそのまま入院するほどだった。一時は医師から引退を勧められるも、退院後間もなく再起に向けトレーニングを再開。この頃輪島はアルバラード戦で得た教訓から、現在でいうインターバルトレーニングを導入している。
そして王座陥落から7か月後の1975年1月21日、アルバラードと再戦。15回判定勝ちで雪辱し、WBA・WBC王座返り咲きに成功。しかし輪島陣営が次期挑戦者を当時WBA世界ランキング1位の柳済斗（韓国）と発表したのに対し、WBCコミッション側は同団体世界ランキング1位だったミゲル・デ・オリベイラ（ブラジル）との対戦を要求。両者話し合いを行うも解決を得ず、輪島は王座獲得から2か月後の3月22日にオリベイラとの指名試合回避を理由にWBC王座を剥奪された。
同年6月7日、初防衛戦で柳済斗と対戦し、7回KO負けを喫しWBA王座から陥落した。だが、翌1976年2月17日、柳と再戦し15回KO勝ち。2度目の世界王座返り咲きを果たした。この翌日、東京・新宿区で起きた銀行強盗事件で犯人が立てこもった時、警察官は「自首をして、あの輪島の根性を見習って人生をやり直してみろ」と言って説得している。当時、テレビのボクシング中継が衰退する一方で、まだゴールデンタイムで日本タイトルマッチが放映されることもあり、輪島は日本人の持つ浪花節的な感覚を刺激して全国区の人気を博していた。しかしながら、5月18日の初防衛戦でホセ・デュラン（スペイン）に14回KO負けを喫し、三たび世界王座から陥落した。
1977年6月7日、3度目の世界王座返り咲きを懸け、WBA王者のエディ・ガソに挑むも、11回KO負けを喫した。結局この試合を最後に引退し、翌1978年春、後楽園ホールにて引退セレモニーを行った。
引退後は東京・西荻窪で『輪島功一スポーツジム』を運営。後進の指導に当たる一方、だんご店『だんごの輪島』経営、『東日本ボクシング協会』元会長、さらには芸能界でのタレント活動と幅広く活躍中。
2006年11月、元世界王者の渡嘉敷勝男、玉熊幸人、飯田覚士、戸高秀樹らとともに、袴田事件の再審を求める要請書を、最高裁判所に提出。元ボクサー袴田巌の無罪獲得のため活動を続けている。
2021年4月14日、輪島スポーツジム会長を勇退。

## 獲得タイトル
- 第3代日本スーパーウェルター級(防衛1)
- 第5代日本スーパーウェルター級王座(防衛5=返上)
- WBA世界スーパーウェルター級王座(1期目:防衛6、2期目:防衛0、3期目:防衛0)
- WBC世界スーパーウェルター級王座(1期目:防衛6、2期目:防衛0=剥奪)
- リングマガジン世界スーパーウェルター級王座

## スタイル
輪島のボクシングスタイルは非常に変則的なもので、両腕を回すように動かしつつ不規則なウィービングで上体を振るファイティングポーズが最大の特徴である。この独特のリズムで相手を幻惑し、突如繰り出す強烈な左右のストレートで顔面を狙い打つという展開を好んだ。自身の代名詞ともいえる「かえる跳び」などのトリッキーな技の数々に埋もれがちだが、全盛期に見せた瞬時の突進力とピンポイントを打ち抜く正確な強打は特筆に価する。また、軽中量級の選手としては比較的ジャブを多用しない部類に入る。

### テクニック
輪島は試合の中で既存のボクシングの常識ではありえない変則的なテクニックをみせている。
カエルパンチ（かえる跳びパンチ）
極端に身をかがめたダッキングで相手の視界から消え、瞬時に跳び上がるようにパンチを繰り出す技。輪島の代名詞といえるほど有名な技だが、実戦で繰り出したのはカルメロ・ボッシ戦で試合中盤に見せた一度だけ。
通称の由来は試合中継の解説者が「輪島がまるでカエルのように跳び上がりました」と発言したことから。「かえる跳びアッパー」とも呼ばれるが、実際にはロングレンジ気味の左フックであったため適切な表現ではない。
後に輪島は、当てることよりも相手を興奮させる効果が真の狙いであったと述べている。事実、ボッシはこのパンチを見せられて以降明らかに冷静さを欠き、乱打で著しくスタミナを消耗している。
あっち向いてホイ
試合中自らあらぬ方向に視線を向けることで、釣られてそちらを見た相手の隙を突くという技。「よそ見パンチ」とも呼ばれる。
輪島本人が語るところによれば、ある時タクシーのバックミラー越しに見えた運転手の視線の動きが非常に気になったことから着想を得たという。初めて使用したのは1971年のカルメロ・ボッシ戦。輪島は引退後、ボッシに仕掛けたこの奇襲戦法について「相手はオリンピックで銀メダルまで取った選手で、テクニックじゃ絶対かなうわけが無い。じゃあ駄目で元々だ、やるだけやってみようと思ってパッと横を向いたんです。そうしたら向こう（ボッシ）もそっちを見たんですよね。やってみるもんだな、と思いましたよ」と語っている。
ボクシングにおいて視線を一瞬逸らすフェイントは攻防技術としてポピュラーなものだが、「よそ見」と形容されるほど大きく視角を変えてしまう例は非常に珍しい。
猫じゃらし
おもむろに自らの眼前に片腕を掲げた後、素早くパンチやダッキングなどに移行する技。試合展開が均衡した状況で好んで使用した。

## 逸話
- 日本王者を5連続KO勝ちで防衛中、伊豆でキャンプを張っている時にアパートが火事になり、押入れにコツコツ貯めていた22万円（現在の価値で言うと220万円近く）が全て灰になってしまう不幸に見舞われる。そんな折、東洋ジュニアミドル級王者金沢英雄とのマッチが組まれるが、条件はノンタイトルでファイトマネーなしという屈辱的なものだった。しかし輪島はこれを承諾、見事に2回KOで勝利した。金沢が世界ジュニアミドル級7位にランクされていたため、この勝利で世界ランク10位以内に入り（当時は世界ランク10位以内に入っていなければまず世界挑戦はできなかった。現在は15位以内）、世界挑戦への切符を手にした。
- オスカー・アルバラードにKOされ、入院を余儀なくされた際に医師が輪島夫人に「あんなダメージを負った以上、今後ボクシングを続ければ命に関わる。奥様からも引退を考えるよう諭してほしい」と持ちかけた。夫人が「傷付けないよう、それとなく告げよう」と考えながら病室に戻ると、輪島はベッドの上で黙々と腕立て伏せをしており、夫人は説得するどころか呆れてしまったという。
- 上記の入院時、輪島は「点滴じゃ駄目だ。自分で食べないと体力が衰える」と主張、絶対安静のところを医師の制止を振り切って無理矢理退院した。しかし、その代償は大きく、毎日全身が激痛に見舞われた。ろくに歩くことすらできず、ようやく2か月半後にマンションの階下から13階の自室まで自力で辿り着き、夫人と2人で万歳をして喜ぶほどだったという。
- 柳済斗にKO負けを喫した際にも周囲から引退を勧められたが、輪島は断固拒否している。「あなたは人気者だから金はボクシング以外でも稼げるだろう」と言われると、輪島は「無くした金は諦めてしまえばそれで済みます。しかし人間が意地というものを一度手放したら、一生手元には返ってこない。死ぬまで後悔することになるんです」と言い返し現役続行の態度を貫いた。
- 柳済斗にKO勝ちし王座に再びついた後、知人に「チャンピオンのまま引退するのが美しい去り際ではないか」と言われた輪島は、笑いながらこう答えたという。「俺は辞めないよ。チャンピオンのまま引退すれば、確かに傍目には格好良く映るかもしれない。でも、本当はちっとも格好良くないんだよ。どうして引退する必要があるんだ？次の相手には勝てないかもしれないと考える、負けることを恐れる臆病な心からじゃないか。見た目や格好を気にすると人は臆病になる。体が決定的に壊れてもいない、まだ戦えるのに辞めるのは卑怯だと思う。だったらたとえ負けても闘うべきじゃないか」
- 記者会見でパフォーマンスをしたことでも知られる。オスカー・アルバラードとの再戦時、減量に苦しむ王者の前でおでんとビールをパクつき、王者にも勧め心理的に揺さぶりをかけた。また柳済斗との再戦時では、マスクをして現れ、風邪を引いて体調不良であるように装った。
- 洒落っ気のある性格で、世界タイトルマッチ勝利後にファンとの約束でリング上にて自らの持ち歌『炎の男』を披露したこともあり大いに人気を集めた。引退後もテレビ番組などで『炎の男』を披露することがある。
- 柳済斗との第2戦の実況は逸見政孝。逸見はアナウンサー人生でこの試合を実況できたことがアナウンサー人生で1番の印象として挙げている。
- 日本中を感動の渦に巻き込んだ柳済斗との第2戦の翌日、都内で強盗が銀行に立て籠もる事件が起こった。このとき警察官が犯人に対し「輪島は逆境から立ち上がってチャンピオンになった。お前も昨日の輪島の試合を見ただろう。輪島を見習い人生をやり直せ」と説得したという。あまりにも劇的な輪島の王座復活は、当時の国民的関心事だったことがうかがえる。
- 戸籍名の「輪島公一」から「輪島功一」にリングネーム変更した理由は、ある試合でリングアナウンサーに「わじま・はむいち」とコールされたためである（本人談）。
- 現在も明るくとぼけたキャラクターでバラエティ番組などに引っ張りだこの存在である。また実生活においても日課の犬の散歩がてら、ゴミ拾いを欠かさない好人物である。

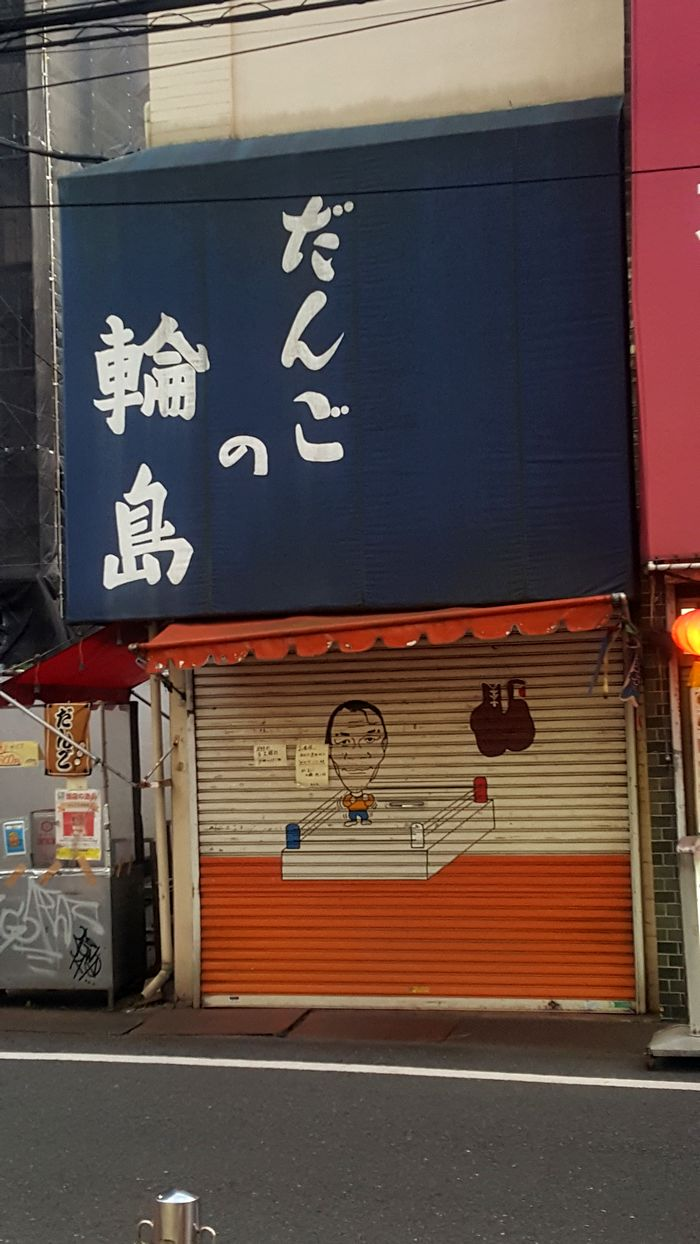
だんごの輪島

- 引退後は夫婦で修行した後、団子屋を開業し、成功を収めている。現在は東京都国分寺市の国分寺駅北口に団子屋『だんごの輪島』がある。輪島本人はジムに専念するため、店舗経営を義弟に任せているが、「ファイト最中」など輪島にあやかった商品もある。1994年に『とんねるずの生でダラダラいかせて!!』の「だんごバスツアー」と称した企画にも団子屋が登場したことがある。1999年には『だんご3兄弟』が流行った頃、歌にあやかった団子「だんご3姉妹」を売り出し大売れした。
- 『笑点』の大喜利における座布団10枚の商品として、輪島揮毫による、「花より団子」の掛軸が贈呈されたことがある（獲得したのは、春風亭昇太）。
- 大相撲の横綱・輪島として活躍した輪島大士と従兄弟と言っていたことがあるが、後に本人が語った所によれば、2人が同じ苗字でプロスポーツで頂点に立ち、タレント活動をしていたことと共通点が多いため従兄弟という設定で売り出したとのこと（元々2人は友人同士だったため、本人は横綱のことを「ひろし」と呼び、横綱には「こうチャン」と呼ばれていた）。しかし、この説明は、輪島直幸を含む3人が従兄弟である、と横綱現役の頃から言われていたという事実と矛盾する。2016年には「大士はまたいとこ」としている[11]。本人は横綱を「規格外の男」と評価している。
- TBS系ドラマ『3年B組金八先生』の第1シリーズ・第2話にボクシングジムのトレーナー役で特別出演したことがある（金八の教え子と実際にリング上でスパーリングも行った）。
- 引退セレモニーの10カウントの時、引退することの寂しさからか輪島は両耳をふさいでしまった。
- フジテレビボクシング中継の解説者として、技術論を語る矢尾板貞雄に対し、苦労人らしく人情論を説いた。
- ジムについては元々娘婿である磯谷和広に継承させることを考えていたが、その後次男の大千が継ぎたいと言い出したため、「どちらかと言われればやっぱり息子に継がせたい」と大千に継承させることになった[12]。
- 2020年東京オリンピックボクシング女子フェザー級で金メダルを獲得した入江聖奈はカエル好きで知られることから、その際にメディアから取材を受けており、「カエル好きのおかげでオレのことも少しは思い出してもらえた」「子…じゃないね、孫ガエルだよね」とコメントしている[13][14]。ちなみに輪島の実の孫である磯谷大心は入江から見て1学年下である。
- 愛妻家で妻を「宝物」と語っている[15]。
- 情に篤い人物で、どのようなスタッフであっても退職しようとしたときには必ず慰留したという。輪島は、その理由について、引き留められたことが自信となり、次の仕事や人生につながることもあるのではないかとしている。

## 音楽作品

### シングル
| 発売日             | 規格               | 規格品番           | 面                 | タイトル           | 作詞               | 作曲               | 編曲               |
| キャニオンレコード | キャニオンレコード | キャニオンレコード | キャニオンレコード | キャニオンレコード | キャニオンレコード | キャニオンレコード | キャニオンレコード |
| ------------------ | ------------------ | ------------------ | ------------------ | ------------------ | ------------------ | ------------------ | ------------------ |
| 1972年4月          | EP                 | A-102              | A                  | 炎の男             | 滝田順             | 曽根幸明           | 曽根幸明           |
| 1972年4月          | EP                 | A-102              | B                  | 四角いジャングル   | 滝田順             | 曽根幸明           | 曽根幸明           |
| ビクター音楽産業   |                    |                    |                    |                    |                    |                    |                    |
| 1975年             | EP                 | SV-2487            | A                  | 涙の中から         | 川内康範           | 北原じゅん         | 船木謙一           |
| 1975年             | EP                 | SV-2487            | B                  | ああその女         | 川内康範           | 北原じゅん         | 船木謙一           |

### アルバム

#### オムニバス・アルバム
- 幻の名盤解放歌集＊ポニーキャニオン編　男が死んで行く時に（1994年 / PCD-1522）-「炎の男」収録。